# Ernst Sandgren (präst)
Ernst Gideon Sandgren, född 27 december 1893 i Karlslunda församling i Kalmar län, död 14 mars 1965 i Ålems församling i Kalmar län, var en svensk präst och författare.
Ernst Sandgren var son till fabrikören Per Sandgren och Ida Petersson. Efter studentexamen i Lund 1915 och akademiska studier i samma stad avlade han teologisk-filosofisk examen där 1918, blev teologie kandidat samt avlade praktisk teologiskt prov 1920. Han prästvigdes för Växjö stift 1921 och tjänstgjorde som extra ordinarie prästman i Gräsgård, Segerstad och Forserum innan han 1921 blev komminister, först i Högsrums församling och sedan från 1923 i Söderåkra församling. Han blev kyrkoherde i Ölmstads församling 1928 och gick över till Stenbrohults församling 1942. Han var också riksantikvariskt ombud.
Sandgren författade Blad ur Söderåkra sockens historia (1924), Lärobok för konfirmander (1932, andra upplagan 1935), Vistabygd (1940), Ölmstads socken (1948). Han gav också ut predikningar, uppsatser i religionshistoria, hembygdshistoria med flera ämnen i tidningar och tidskrifter.
Ernst Sandgren gifte sig 1925 med församlingssyster Signhild Nilsson (1897–1988). De fick fyra barn: Birgitta Leijonhielm (1926–1991), Gunnar E. Sandgren (1929–2016), Elisabet Hellström (född 1931) och Bengt Sandgren (född 1936).
Han är begravd på Ålems kyrkogård i Småland.